# 小曽戸允哉
小曽戸 允哉（おそど のぶや、1983年6月28日 - ）は、埼玉県浦和市（現さいたま市）出身のフットサル選手。九州2部リーグ・バサジィ大分サテライト所属。ポジションはアラ。「オソドリブル」と称されるテクニカルなドリブルが持ち味。サッカー選手としてアルゼンチンとパナマで8年間プレーをした経歴を持つ。

## 経歴

### サッカー
幼稚園年長時に浦和市の木崎サッカー少年団に入団。兄も同チームに所属しており、父親はコーチを務めていた。中学年代では浦和市立木崎中学校サッカー部でキャプテンを務め、埼玉県大会でベスト4となった。
中学2年時にアルゼンチンに留学したことがきっかけで中学卒業後にアルゼンチンに渡り、コルドバ州のCAタジェレスに入団。19歳の時にパナマのCDプラサ・アマドールにレンタル移籍し、いったんはタジェレスに戻ったが、半年後にプラサ・アマドールに完全移籍。プラサ・アマドールではリーガ・パナメーニャ優勝とCONCACAFチャンピオンズリーグ出場を経験している。翌年にはCDアラベ・ウニドにレンタル移籍し、ここでもCONCACAFチャンピオンズリーグに出場。膝半月板を負傷して約半年間ピッチから遠ざかったが、手術は行わなかった。このけがを機に日本に帰国し、2006年に埼玉県社会人サッカーリーグ1部の川口SC.Fairyzに入団。2007年にはアヴェントゥーラ埼玉（現・アヴェントゥーラ川口）に移籍し、キャプテンとして優勝。

### フットサル
サッカーをプレーする傍らでフットサルをはじめ、2006年に埼玉県1部のロクFCに加入。2006年と2007年の2年連続で埼玉県1部のベスト5に選出され、2007年には埼玉県U-23選抜として第1回長野オープン大会に出場して優勝。2008年にはFリーグのバサジィ大分に移籍。同年の2008 FIFAフットサルワールドカップの日本代表に選出され、チームトップの4得点を挙げた。これらの功績によりFリーグ特別賞を受賞。2010 AFCフットサル選手権ではグループリーグのイラク戦で2得点し、3位決定戦の中国戦で1得点した。2012年には2012 AFCフットサル選手権に出場し、日本は4大会ぶり2回目の優勝を飾った。2012 FIFAフットサルワールドカップではグループリーグ最終戦のリビア戦で得点。
2013年には大分のキャプテンに就任。2013-14シーズンには35試合に出場して18得点し、2シーズン連続でFリーグベスト5に選ばれた。2014 AFCフットサル選手権ではグループリーグ初戦の韓国戦でハットトリックを達成。グループリーグ最終戦のカザフスタン戦で2得点、準々決勝のタイ戦で1得点、準決勝のクウェート戦で2得点と、チームトップの計8得点を決める活躍だった。2014-15シーズンのFリーグでは32試合に出場して22得点を決めた。
2015年3月に大分との契約が満了して退団。複数のクラブからオファーが届いたが、2014-15シーズンのプレーオフで決勝に進出したシュライカー大阪に入団した。2015-16シーズンの開幕戦では古巣大分と対戦したが、右第5中足骨基部骨折する全治2ヶ月の重傷を負った。2016-2017Fリーグ優勝に貢献。リーグベスト5、リーグMVPに選出。2017年全日本選手権も優勝とこの年二冠に中心選手として貢献。
2020年からバサジィ大分に復帰。
2021年からは、バサジィ大分サテライトに加入。

## 所属クラブ

### サッカー
- 木崎サッカー少年団
- 1995年-1997年 浦和市立木崎中学校
- 1999年-2001年  CAタジェレス ユース
- 2001年-2002年  CAタジェレス 3軍サテライト
  - 2003年 → CDプラサ・アマドール（レンタル移籍）
- 2003年-2004年  CAタジェレス
- 2004年-2005年  CDプラサ・アマドール
  - 2005年 → CDアラベ・ウニド（レンタル移籍）
- 2006年  川口SC.Fairyz
- 2007年  アヴェントゥーラ埼玉

### フットサル
- 2006年-2007年  ロクFC（埼玉県1部）
- 2008年-2015年  バサジィ大分（Fリーグ）
- 2015年-2020年  シュライカー大阪（Fリーグ）
- 2020年-2021年  バサジィ大分（Fリーグ）
- 2021年-  バサジィ大分サテライト（九州2部リーグ）

## 個人成績
| 国内大会個人成績 | 国内大会個人成績 | 国内大会個人成績 | 国内大会個人成績 | 国内大会個人成績             | 国内大会個人成績 | 国内大会個人成績 | 国内大会個人成績 | 国内大会個人成績 | 国内大会個人成績 | 国内大会個人成績 | 国内大会個人成績 |
| 年度             | クラブ           | 背番号           | リーグ           | リーグ戦                     | リーグ戦         | リーグ杯         | リーグ杯         | オープン杯       | オープン杯       | 期間通算         | 期間通算         |
| 年度             | クラブ           | 背番号           | リーグ           | 出場                         | 得点             | 出場             | 得点             | 出場             | 得点             | 出場             | 得点             |
| 日本             | 日本             | 日本             | 日本             | リーグ戦                     | リーグ戦         | オーシャン杯     | オーシャン杯     | 全日本選手権     | 全日本選手権     | 期間通算         | 期間通算         |
| ---------------- | ---------------- | ---------------- | ---------------- | ---------------------------- | ---------------- | ---------------- | ---------------- | ---------------- | ---------------- | ---------------- | ---------------- |
| 2006             | ロクFC           |                  | 埼玉県1部        |                              |                  | -                | -                |                  |                  |                  |                  |
| 2007             | ロクFC           |                  | 埼玉県1部        |                              |                  | -                | -                |                  |                  |                  |                  |
| 2008-09          | バサジィ大分     | 12               | Fリーグ          | 21                           | 9                |                  |                  |                  |                  |                  |                  |
| 2009-10          | バサジィ大分     | 12               | Fリーグ          | 26                           | 10               |                  |                  |                  |                  |                  |                  |
| 2010-11          | バサジィ大分     | 12               | Fリーグ          | 27                           | 22               |                  |                  |                  |                  |                  |                  |
| 2011-12          | バサジィ大分     | 12               | Fリーグ          | 27                           | 16               | 3                | 0                |                  |                  |                  |                  |
| 2012-13          | バサジィ大分     | 12               | Fリーグ          | 27                           | 12               |                  |                  |                  |                  |                  |                  |
| 2013-14          | バサジィ大分     | 12               | Fリーグ          | 35                           | 18               |                  |                  |                  |                  |                  |                  |
| 2014-15          | バサジィ大分     | 12               | Fリーグ          | 32                           | 22               |                  |                  |                  |                  |                  |                  |
| 2015-16          | シュライカー大阪 | 12               | Fリーグ          |                              |                  |                  |                  |                  |                  |                  |                  |
| 通算             | 日本             | 日本             | Fリーグ          | 195                          | 109              |                  |                  |                  |                  |                  |                  |
| 通算             | 日本             | 日本             |                  | \|\|\|\|\|\|\|\|\|\|\|\|\|\| |                  |                  |                  |                  |                  |                  |                  |
| 総通算           | 総通算           | 総通算           | 総通算           | \|\|\|\|\|\|\|\|\|\|\|\|\|\| |                  |                  |                  |                  |                  |                  |                  |

## タイトル

### サッカー
- リーガ・パナメーニャ : 2005年前期
- 埼玉県社会人サッカーリーグ : 2007年

### フットサル
クラブ
- Fリーグ MVP: 2016-17
- 全日本フットサル選手権大会 : 2017
- Fリーグ特別賞 : 2008-09
- Fリーグベスト5 : 2012-13、2013-14 2016-2017

日本代表
- AFCフットサル選手権 : 2012